# Ferran Romeu
Ferran Romeu Ribot (Barcelona, 1862-Barcelona, 1943) fue un arquitecto modernista y urbanista catalán.

## Biografía
Nació el 6 de diciembre de 1862. Se tituló en 1887 y el 1896, con el escultor Pere Carbonell Huguet, realizó el monumento funerario neogótico de Cristóbal Colón en Santo Domingo. En 1899 entra como profesor auxiliar de la Escuela de Arquitectura de Barcelona.
Fue el responsable del último tramo de las obras de apertura de la Vía Layetana entre la calle Sant Pere Més Baix y la plaza Urquinaona, que acabaron en 1913.
Dentro del modernismo construyó, entre otros edificios, la casa Conrad Roure (calle Aribau, 155) de Barcelona en 1902, con visibles influencias estructurales del Castel Béranger de Hector Guimard y la casa Armet (Avenida de Gràcia) en San Cugat del Vallés el 1898.
Fue coautor en 1917 con Ezequiel Porcel del Plan General de Urbanización de Barcelona, conocido como plan Romeu-Porcel. Falleció el 31 de marzo de 1943.